# سایفون فیلتر (مجموعه بازی)

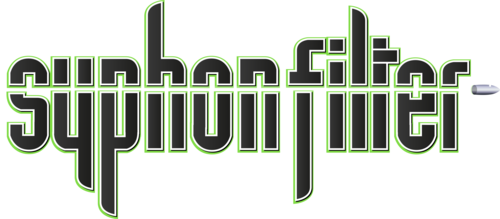
لوگو سایفون فیلتر

سایفون فیلتر یک مجموعه بازی اکشن ویدئویی تیراندازی سوم شخص است که توسط استودیو بند (ادیتک سابق) ساخته شده و توسط سرگرمی رایانه ای سونی (قبل از آن استودیو ۹۸۹) برای پلی‌استیشن، پلی‌استیشن ۲ و پلی‌استیشن همراه منتشر شده‌است. در این مجموعه، سایفون فیلتر نامی است که به سلاح بیولوژیکی مرموز داده شده‌است.

## بازی‌ها
| بازی                      | متاکریتیک                 |
| ------------------------- | ------------------------- |
| سایفون فیلتر              | (PS) 90/100               |
| سایفون فیلتر ۲            | (PS) 81%                  |
| سایفون فیلتر ۳            | (PS) 73/100               |
| سایفون فیلتر: نژاد امگا   | (PS2) 65/100              |
| سایفون فیلتر: آیینه تاریک | (PSP) 87/100 (PS2) 70/100 |
| سایفون فیلتر: سایه لوگان  | (PSP) 85/100              |

شخصیت اول بازی، مأمور ویژه ای بنام گابریل لوگان (به انگلیسی: Gabriel Logan)با نام مستعار گیب است.

### فیلتر سایفون (۱۹۹۹)
خط اصلی داستان مربوط به مأموران ویژه گابریل لوگان و لیان ژینگ (به انگلیسی: Lian Xing) است که از طرف دولت ایالات متحده مأمور بازداشت یک تروریست بین‌المللی به نام اریش رومر (به انگلیسی: Erich Rhoemer) هستند.

### فیلتر سایفون ۲ (۲۰۰۰)
داستان بلافاصله پس از پایان قسمت قبلی جریان دارد. در حالی که گیب در تلاش است تا ویروس را درمان کند؛ توسط دولت آمریکا به عنوان یک تروریست هدف قرار گرفته‌است.

### فیلتر سایفون ۳ (۲۰۰۱)
گیب و تیمش مظنون به خیانت هستند. تیم احضار شده برای اثبات بی گناهی خود، وقایع منجر شده به این لحظه را بازگو می‌کنند. در پس زمینه، گیب حرکت می‌کند تا جهان را یک بار برای همیشه از شر فیلتر سایفون خلاص کند.

### فیلتر سایفون: نژاد امگا (۲۰۰۴)
گیب، اکنون فرمانده یک سازمان دولتی، تازه واردان را در نبرد برای جلوگیری از ظهور نژاد مرگبار ویروس رهبری می‌کند. گیب به همراه تیمش باید تهدید ویروس سایفون فیلتر را برای همیشه برطرف کنند.

### فیلتر سایفون: آیینه تاریک (۲۰۰۶)
پروژه آینه تاریک نتایج آزمایش‌های گروهی دانشمندان است که به مراتب خطرناکتر از ویروس سایفون فیلتر بوده و یک ویروس بسیار پیشرفته است. گیب به همراه لیان به دنبال متوقف کردن گروه تروریستی (به انگلیسی: Red Section) و نابود کردن این ویروس هستند.

### فیلتر سایفون: سایه لوگان (۲۰۰۷)
کشتی نیروی دریایی ایالات متحده آمریکا، توسط گروهی از دزدان دریایی سومالی در اقیانوس هند ربوده می‌شود. لوگان قرار است اطلاعات محرمانه ای که در کشتی قرار گرفته ایمن نگه دارد. اما متوجه می‌شود این یک پاپوش است و تلاش می‌کند خود و لیان را از توطئه نجات دهد.